# كولت برينان
كولت برينان (بالإنجليزية: Colt Brennan)‏ هو لاعب كرة قدم كندية أمريكي، ولد في 16 أغسطس 1983 في لاغونا بيتش في الولايات المتحدة.

## وصلات خارجية
- كولت برينان على موقع مرجع كرة القدم المحترفة.كوم (الإنجليزية)
- كولت برينان على موقع كلية كرة القدم في سبورتس رفرنس.كوم (الإنجليزية)